# Nipsey Hussle
Nipsey Hussle, polgári nevén Ermias Joseph Asghedom (Los Angeles, 1985. augusztus 15. – Los Angeles, 2019. március 31.) kétszeres Grammy-díjas amerikai rapper, vállalkozó és aktivista.
A nyugati hiphopszcéna egyik alakja, akinek első mixtape-je mérsékelt sikert aratott. Címe Slauson Boy Volume 1 volt. Ezután a Cinematic Music Group és az Epic Records szerződtette. Jay-Z 100 példányt vásárolt egyik mixtape-jéből. 2018-ban jelent meg hosszú csúszást követően Victory Lap című stúdióalbuma, melyet jelöltek Grammy-díjra is az év legjobb rapalbuma kategóriájában. Posztumusz két Grammyt is nyert Racks in the Middle és Higher című dalaiért a következő évben.
Vállalkozóként a Marathon Clothing ruhabolt tulajdonosa volt, melyet testvérével és üzlettársaival alapított. 2019. március 31-én ruhaüzlete előtt a 29 éves Eric Holder, akivel a nap korábbi részében szóváltásba keveredett, agyonlőtte őt.